# Коллекция Белютина

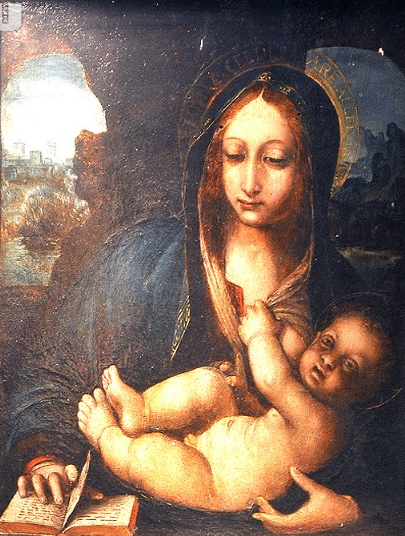
Леонардеск «Мадонна Млекопитательница с Младенцем и книгой»

Коллекция Белютина и Молевой — собрание работ, принадлежавшее известному советскому художнику-абстракционисту Элию Белютину (1925—2012). 1 апреля 2013 года была завещана России в лице её главы вдовой художника, искусствоведом Ниной Молевой (1925—2024). Коллекция не была научно исследована, вся информация о ней основывается лишь на рассказах владельцев.

## Создание коллекции
Как пишет в своей книге Молева, начало собранию было положено в 1870-х годах. Дед Белютина, художник московской конторы императорских театров Иван Егорович Гринёв, исполнитель декораций в Большом и Малом театрах, получал большие деньги и ездил в Западную Европу на аукционы, где занимался приобретениями. Он руководствовался советами художников, с которыми работал — Константина Коровина, Александра Головина. Как и купец Сергей Щукин, он собирался создать частный музей. С этой целью в 1904 году он даже построил дом-музей на семь залов для своей коллекции во втором Красносельском переулке. Благодаря разной высоте потолков в здании удалось сделать потайную комнату под крышей.
Однако в связи с Октябрьской революцией 1917 года осуществить свои планы Гринёв не успел. Чтобы сохранить ценности, в 1919 году он спрятал коллекцию в потайной комнате. «Пригласили Алексея Рыбникова, вчерашнего студента, который только ещё начинал карьеру реставратора, и все полотна были намотаны на валы. Были убраны рамы, скульптуры, и всё это спрятано на чердаке дома. Сверху покрыли рогожами и насыпали строительный мусор». В 1919 году Гринёв скончался от сыпного тифа, завещав жене коллекцию сохранить, если не будет крайней нужды. Коллекция пролежала нетронутой на чердаке до 1949 года. Вдова прожила всю жизнь, не продав ни единой вещи, и скончалась в 98-летнем возрасте.
После Гринёва осталась вдова, урождённая княжна Мария Курбатова, бывшая почти на сорок лет его моложе. Гринёв женился на Марии, бывшей уже «старой девой», в 1905 году 73-летним.
Их единственная дочь Лидия Ивановна Гринёва в 1921 году вышла замуж за итальянца Микеле, сына оперного дирижёра Паоло Стефано Белуччи, уроженца Беллуно, директора театра в Привисленском крае, женатого на дочери мецената-строителя театра в Кракове. В дальнейшем итальянские члены семьи начали пополнять коллекцию. Новоиспечённый свёкор преподнёс молодожёнам в подарок «Мадонну с младенцем и Иоанном Крестителем». Микеле Белуччи, ассимилировавшись, получил имя Михаил Павлович Белютин. Он стал работать литератором, примыкал к литературному содружеству «Перевал», начал зарабатывать, а также пополнять собрание на аукционах по распродаже конфискованного из царских дворцов. Таким образом, он купил Веронезе и Тициана. Однако в 1927 году Микеле был расстрелян.
Элий Белютин, названный по желанию итальянского деда в честь святого Элигия, оказался следующим наследником коллекции. Он женился на Нине Молевой. Пятикомнатная квартира её родителей на Арбате, обставленная европейской мебелью XVI—XVIII веков, собранной дедом Нины, царским генералом, стала местом расположения коллекции. Отец Нины Молевой был кубанский казак из станицы Архангельской, позже стал энергетиком. Мать Татьяна — дочь царского генерала Ивана Гавриловича Матвеева (на самом деле полковника Генерального штаба) и Софьи Степановны Лавровой — двоюродной праправнучки Ивана Сергеевича Тургенева). Сама Нина Молева была председателем актива школьников Москвы, а 22 июня 1941 года выступила на Центральной радиостанции Коминтерна перед школьниками Москвы и СССР.
В 1949 году коллекцию достали с чердака. «Вынимал её и снова приводил в порядок, натягивал на подрамники уже профессор, доктор наук Алексей Рыбников». К тому времени дом заселили. Белютин смог попасть на чердак, потому что «женщина, работавшая прислугой в их семье, получила комнату в этом музейном доме. И вот через неё Белютин перетаскивал домой к жене своё наследство».
В послевоенные годы собрание, которое уже не так скрывали, удавалось сохранить в целостности благодаря тесным дружеским связям семьи с известными людьми, например, Таммом и Капицей. Также Белютины преподносили в дар часть вещей советским музеям.
Известно, что после войны собрание Белютина и Молевой пополнилось рядом уникальных полотен и других ценностей, источники которых, правда, так и остаются загадкой. Как пишет «Коммерсантъ», существуют данные о службе Белютина в контрразведке, где он в послевоенные годы якобы занимался перемещёнными ценностями. Отсюда, полагают некоторые эксперты, и попали в его коллекцию работы Рембрандта и Тициана, которым позавидовали бы и тайные запасники ГМИИ имени Пушкина. Однако эта версия не имеет доказательств, как невозможно и подтвердить законность «перемещения» этих ценностей в частную коллекцию художника.

Вспоминает Кира Сапгир, жена поэта Генриха Сапгира: «Мы с Сапгиром бывали в этом доме. Для Москвы того времени было несколько странно слышать открытое хвастовство коллекцией: вот Тинторетто, а вот Тициан, тут у нас Рубенс и так далее. Картины у них висели везде, даже на потолке. Они жили тогда где-то недалеко от Маяковки в странном большом сером доходном доме в полуподвальной квартире. Нина Молева в то время работала инструктором по вопросам культуры в ЦК КПСС. Все задавали себе вопрос о происхождении коллекции, но никто не осмеливался произнести его вслух. Все заведомо знали, что любой ответ будет враньём. Как только кто-то заводил разговоры о политике, хозяева их тут же пресекали. Супруги Белютин и Молева производили впечатление профессионалов, которые хотят выглядеть любителями. Создавалось впечатление об их высоком уровне на тайных этажах власти».

М. Ю. Боде вспоминает[когда?]

: «картины были складированы в хаотичном порядке, лежали стопками, висели на стенах, были плохо освещены. (…) Но сюжеты и авторы мне были хорошо известны. Я сказал, что это удивительно, что такие картины висят в музеях, на что Белютин мне сказал: — В музеях висят вторые-третьи копии, а у меня — оригиналы».

## Коллекция в новое время
В начале 1990-х владельцы задумались о создании частного музея и решили оценить свои сокровища. Они пригласили экспертов французского аукционного дома «Отель Друо». Авторство всех ценностей было подтверждено. Стоимость собрания тоже была названа — по стартовым аукционным ценам она составила 400 млн долл.
В 1993 году была произведена попытка ограбления. Владельцы должны были уже улететь в Италию, «но с загранпаспортами вышла задержка, и они сидели дома и пили чай. И вдруг раздался страшный грохот, потолок стал лопаться. „Я помчалась наверх, там была коммуналка, позвонила (звонок не работал) и со всего маху ударила в дверь. Дверь открылась. В квартире — ни одной перегородки, пол весь поднят, в межэтажном перекрытии выпилены пять балок, около этой дыры стоит электрический подъёмник с тросами и крюками, рядом — несколько человек в камуфляже, а на подоконнике лежит каталог нашей коллекции, изданный в Италии. Стало страшно“. Она кинулась звонить в соседние квартиры. Потом набрала номер Краснопресненского райсовета, которым тогда ведал Краснов. Он приехал через 15 минут, привёз с собой начальника РУВД и районного прокурора. Людей в верхней квартире уже не было — кто бы рискнул их задерживать?»
Существование в квартире стало авральным из-за того, что верхняя обрушенная квартира оставалась неотремонтированной. В последующие годы правительство Москвы, по словам Молевой, оказывало на неё с супругом давление, «шантажируя» ремонтом, правами собственности и передачей коллекции правительству Москвы.
27 февраля 2012 года Элий Белютин скончался. В августе бездетная вдова вступила в права наследования.

### Передача Польше
Было объявлено[когда?]

, что художник завещал часть своей коллекции Польскому государству. Молева позже[когда?]

 в интервью рассказывала: «Примерно через два месяца после смерти мужа мне позвонили из посольства Польши и предложили захоронить его прах в этой стране. Я очень удивилась, поскольку никогда о такой возможности не думала. (…) Было и письмо от мэра Варшавы — он предлагал место для моего мужа на Аллее Славы. Начались уговоры: мол, Элий Михайлович столько натерпелся от России, что лучше бы вам перебраться на жительство в Польшу. Со всем своим имуществом, разумеется». По рассказу польского журналиста, наоборот, «сначала и меня, и наших дипломатов женщина принимала очень радушно. И говорила о желании перевезти картины в Польшу.(..) Но… В один далеко не прекрасный момент госпожа Молева заявила, что ни со мной, ни с дипломатами она больше дел иметь не желает. Почему, могу только строить версии. По моим данным, Белютин и Молева пытались наладить отношения с польской стороной ещё с середины 90-х. Ходят слухи, что намерение передать коллекцию Польше даже выразил сам Белютин в своём завещании, хотя никто эту бумагу не видел. Если же говорить о фактах, точно известно одно: останки Белютина до сих пор не преданы земле. По моей гипотезе, Нина Молева желала, чтобы её мужа похоронили в Варшаве, на Аллее Славы — там покоятся только самые известные поляки. Разумеется, такого разрешения ей никто не дал. Это и стало причиной разрыва. Насколько мне известно, в нашем МИДе принято решение более никаких переговоров с пани Молевой не вести».
«Подписание дарственной от вдовы в адрес польской стороны должно было состояться в октябре[уточнить], но встреча по какой-то причине была отменена. Есть версия, что Польша решила взять тайм-аут, чтобы к моменту официальной передачи российской коллекции снизить градус скандальности и подготовить более благоприятный информационный фон. (…) Параллельно на коллекцию начала притязать и третья сторона — литовская. Эти претенденты не стали хитрить и выискивать следы литовской крови у предков Белютина и Молевой, а действовали напрямик. Как сообщают СМИ, Альгирдас Бразаускас, бывший в то время президентом Литвы, лично пришёл в квартиру коллекционеров и протянул им два свежих литовских паспорта. В обмен на коллекцию Бразаускас предложил Белютину и Молевой гражданство и квартиру в Вильнюсе». Было объявлено[когда?]

, что Варшаву ожидала бы сложность: по российским законам, на такого рода дарственные налагается 30-процентный налог. Если оценщики подтвердят стоимость коллекции в пределах $1,5—2 млрд, то полякам пришлось бы выплатить в российский бюджет от $450 до 600 млн.

### Передача России
В начале февраля 2013 года было объявлено, что Молева передала коллекцию России (с 1 апреля 2013 года). За несколько недель до этого в квартире побывали высокопоставленные чиновники из Кремля, которые сообщили Молевой, что её желание «передать коллекцию государству государству в лице её президента» удовлетворено (собрание завещано не конкретно Путину, а человеку, занимающему должность президента России, то есть должно стать частью президентской коллекции искусства). Условие — коллекцию сохранять в целостности. Росимущество подыскивает различные варианты размещения коллекции в приспособленном отдельно стоящем помещении. «У подъезда дома, где живёт Нина Молева, теперь круглосуточно дежурит полиция», сообщала пресса. Однако в последующие 11 лет новостей о каком-либо изменении статуса-кво не появлялось.

### После смерти Молевой
11 февраля 2024 года владелица коллекции скончалась. Несколько дней спустя после смерти Молевой эксперт Виктория Маркова сообщила, что Министерство культуры России уже работает над созданием экспертной комиссии для оценки коллекции Молевой. Она сказала, что в коллекции нет работ Леонардо, Тициана и Антониса ван Дейка. По её словам, там есть русская живопись и западные картины разных школ.

## Оценка экспертов
- В начале 1990-х годов крупнейший независимый эксперт в области старой живописи Эрик Тюркен посещал Москву по просьбе одного аукциониста и видел коллекцию: по его мнению, в ней есть десяток более или менее интересных картин[12].
- Французский еженедельник L’Express обратился[когда?]

 к неназванному московскому эксперту, который, отвечая на вопросы журнала, сообщил, что никто по-настоящему коллекцию не изучал и она не проходила исследования в инфракрасных лучах, а без этого не может быть и речи о подтверждении подлинности работ[17]
- ГМИИ им. А. С. Пушкина от предложения Нины Молевой принять коллекцию отказался[когда?]

. По словам хранителя коллекции итальянской живописи, ведущего сотрудника отдела старых мастеров музея доктора искусствоведения Виктории Марковой (впервые увидевшей каталог коллекции Белютина ещё в 1974 году в Италии, где он был опубликован), «в коллекции не оказалось практически ни одного из заявленных владельцами коллекции громких имён, а многие произведения вообще не соответствуют музейному уровню и не представляют никакой исторической и музейной ценности»[12].
- В 2024 году Маркова повторила, что в коллекции нет работ Леонардо, Тициана и Антониса ван Дейка. По её словам, там есть русская живопись и западные картины разных школ[15][16].
- Заведующая отделом живописи в Государственной Третьяковской галерее Лариса Кашук считает[когда?]

, что история и наполнение коллекция — плод фантазии её хозяев: «Когда я стала анализировать количество и состав коллекции по каталогу, который был издан Молевой в 1990-х годах, то оказалось, что количество сильно завышено, а аннотации не соответствуют реальности. Например, количество работ в каталоге насчитывает около 400 работ. В белютинской квартире такое количество, конечно, никогда не могло поместиться. Даже, если были какие-то дополнительные хранения, размещение такого количества в советские времена сомнительно. Тем более, что в каталоге все 400 работ не приводятся, а даются выборочно. И не по сквозной нумерации, а идёт предположим картина под № 40, а за ней сразу картина под № 90 и т. д. С аннотациями Молева проделала также большую работу. Она прочесала всю историю мирового искусства и ко многим работам выдала вымышленные провенансы. Об ажиотаже, который возник по поводу этой коллекции несколько лет тому назад в связи с предполагаемым музеем, сказать хочется особо. И Э. Белютин, и Н. Молева очень одарённые, творческие, артистические личности. И к тому же чрезвычайно амбициозные. Они всегда считали себя, ну, если не гениями, то почти. И цели ставили перед собой значительные: создание нового современного искусства, новой художественной школы, значительного музея и т. д»[18].

## Состав коллекции
Поскольку на протяжении XX века коллекция была недоступной для научного исследования, заявленные атрибуции требуют дополнительного подтверждения.
Коллекция насчитывает около 1 тыс. предметов, из них примерно 200 полотен:
- картина «Мадонна Млекопитательница с Младенцем и книгой» неизвестного леонардеска неустановленного периода;
- оригинальный эскиз или низкокачественная копия картины Питера Пауля Рубенса «Вакханалия» (подлинная картина 1615 года хранится в ГМИИ им. А. С. Пушкина);
- картины неизвестных художников неустановленных времён в стиле Диего Веласкеса, Паоло Веронезе, Эль Греко, Антониса ван Дейка, Доссо Досси, Якоба Йорданса, Бартоломе Эстебана Мурильо, Никола Пуссена, Рембрандта, Тинторетто, Тициана;
- скульптура: голова Фавна в стиле Микеланджело, бюст представителя рода Медичи (?) в стиле Донателло;
- мебель и предметы декоративно-прикладного искусства в стиле XVII—XIX века.